# タケノコ

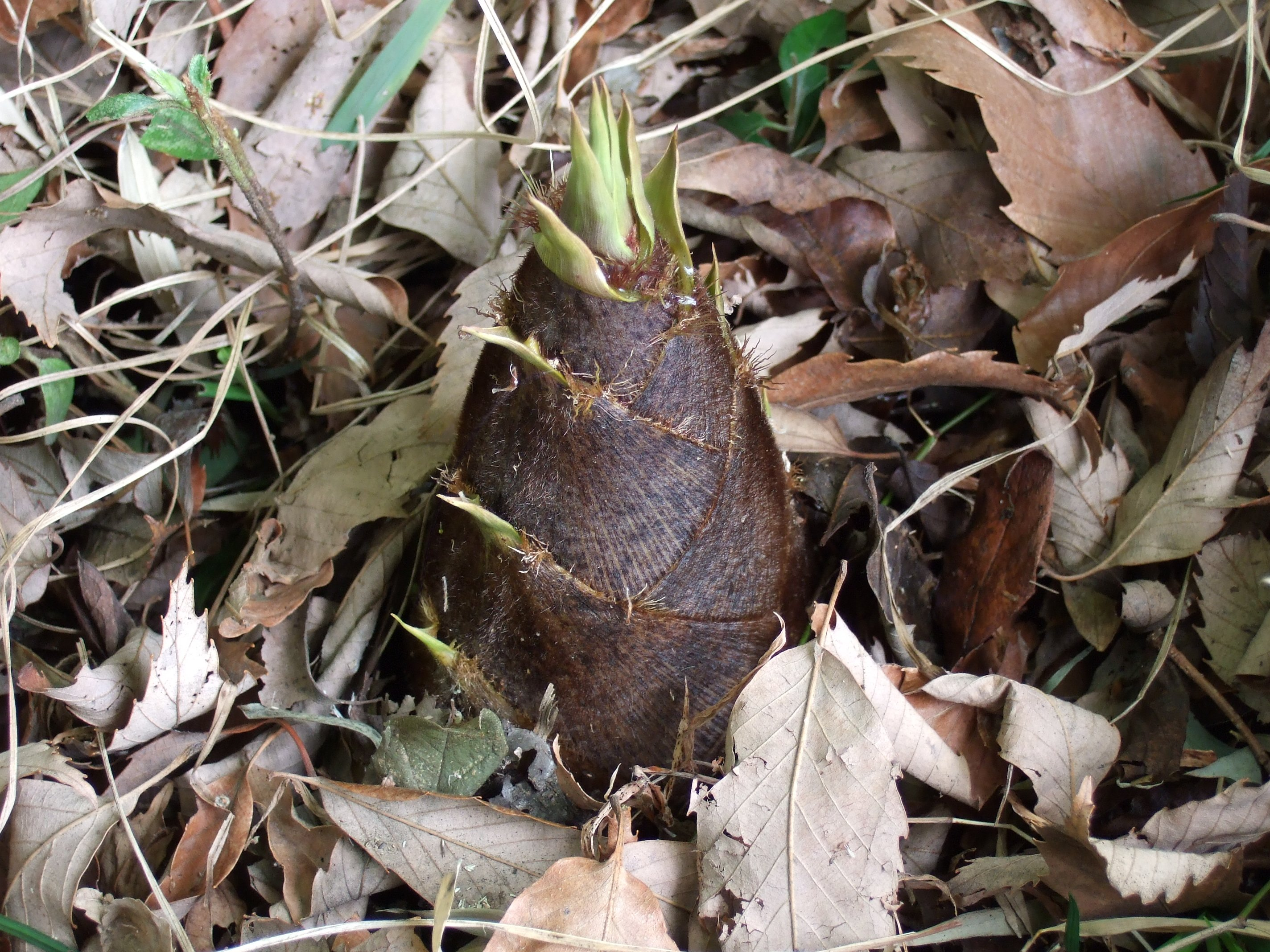
タケノコ

タケノコ（竹の子、筍、䉰、英名: bamboo shoot）は、春になるとイネ科タケ亜科タケ類（一部はダイミョウチクやチシマザサなどのササ類を含む）の地下茎から出る若芽の部分である。日本や中国などの温帯から亜熱帯に産するものは食材として利用されている。広義には、竹の皮（稈鞘）が稈に付着していて離脱するまでのものであれば地上に現れてから時間が経過して大きく伸びていてもタケノコといえるが、一般には食用とする地上に稈が出現する前後のものだけを指す。夏の季語。

## タケノコの成長

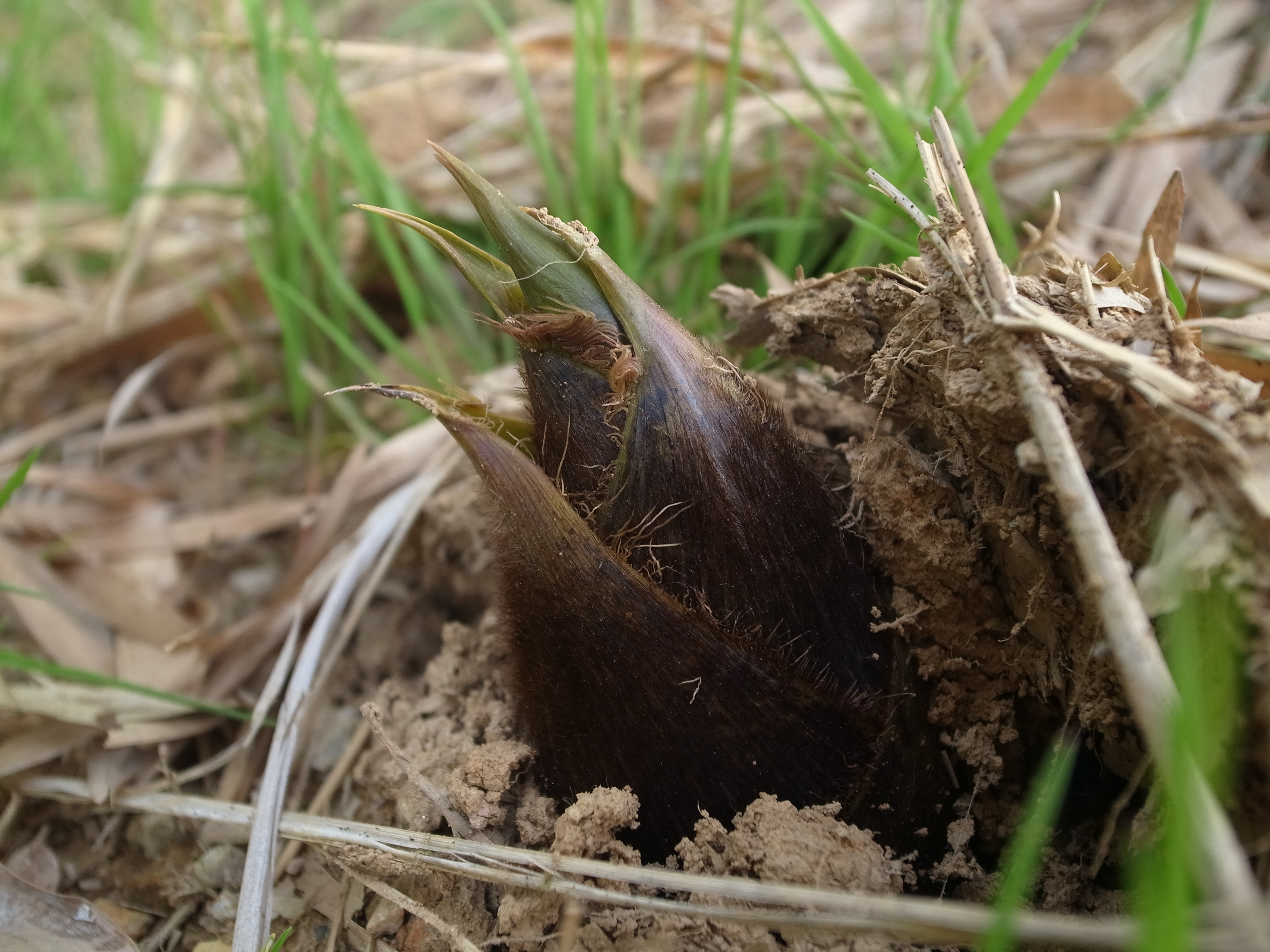
地面から顔を出したタケノコ

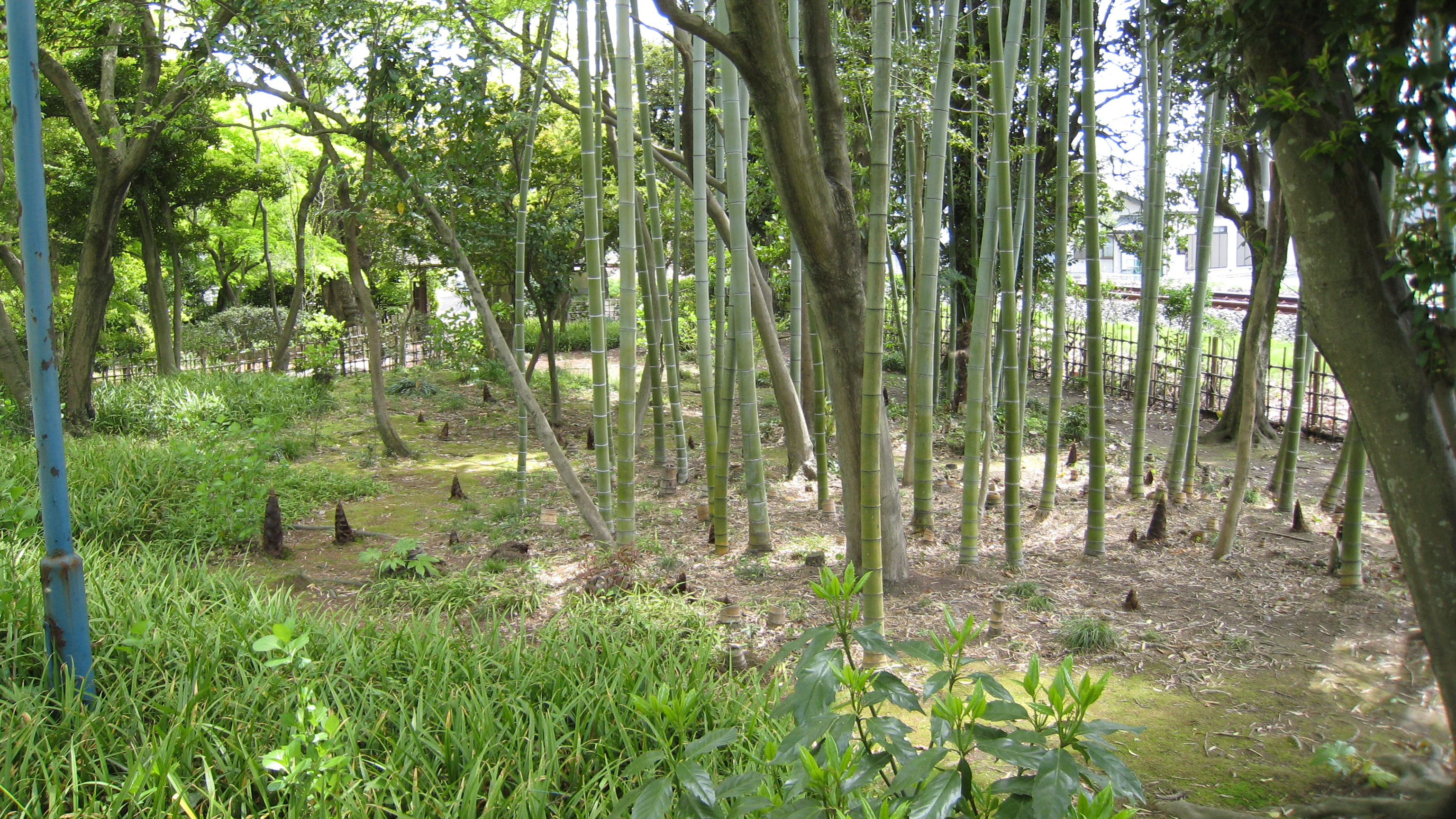
竹と共に群生している様子

タケには温帯性タケ類（単軸型）、亜熱帯性タケ類（準連軸型）、熱帯性タケ類（連軸型）がある。タケノコがそのまま生長すると、稈梢（竹の皮）が脱落してタケになる。ただし、生長しても稈梢が落ちずに長く稈を包んでいる種類はササになる。
温帯性タケ類（単軸型）
温帯性タケ類には地下茎があり、地表面から40センチメートル前後の深さに横方向に這いながら成長する特性を持つ。毎年、初夏から秋にかけて地下茎の主軸もしくは側軸を数メートルずつ伸ばして、各節には芽子が分化、着生する。通常2年生以降の地下茎の芽子が夏ごろから伸長肥大し始め、そのおよそ20%程度がタケノコとなる。モウソウチクの場合、伸長肥大し始めた芽子は年内中に生育し続けるが、冬に地温5度以下で生育を停止し、早春に再び地温5度を超えるようになると伸長肥大し始め、地温10度に近づくと地表に顔を出すようになる。
タケノコの成長の速さは次第に増し、地表に顔を出す頃は1日当たり数センチメートル程度だったものが、10日目頃には数十センチメートルから、時には1メートルを超える。ツル性を除く被子植物のうち、最も成長が速いとされる。タケノコにうっかり帽子を掛けたまま1日経つと（手が届かない高さまで持ち上げられて）取ることができなくなる場合があるとも言われる。この様に昼夜を問わず伸びるのがとても速いことから、一種の民間語源として、漢字の「筍」は10日間を意味する「旬」から来ている、などと言われることもある。ただ、2 - 3カ月程度でその成長は止まる。長さ数十センチまで成長を続けたタケノコには養分不足のため成長を終える「止まりタケノコ」と呼ばれる現象があり、全体の30%から70%にこのような現象がみられる。
また、固いタケノコの皮（稈鞘）は柔らかい本体（稈）を保護するだけでなく、節の成長を助ける役割を持っている。このため若竹の皮を取ると、その節の成長は止まってしまう。成長を続けたタケノコはやがて皮を落とすが、以後、高さや太さはそれ以上変化せず硬化が進み、成竹となって10年ほど生きる。
熱帯性タケ類（連軸型）・亜熱帯性タケ類（準連軸型）
熱帯性タケ類や亜熱帯性タケ類は温帯性タケ類とは異なる成長の特性を有する。温帯性タケ類とは異なり稈は直立して90日から100日かけて成長すると一度に数個を発芽させ、そのうち2個が成長を続ける。温帯性タケ類のように地中を地下茎が横走することはなく直ちにタケノコとして地上に伸びていく。
熱帯雨林のように一年中継続して降雨がある地域では1個のタケノコは90日前後で成長を完了し、さらに次の芽が発芽してゆくサイクルとなっており、多くて年に3回から4回の発筍期がある場合もある。

## 食材としてのタケノコ

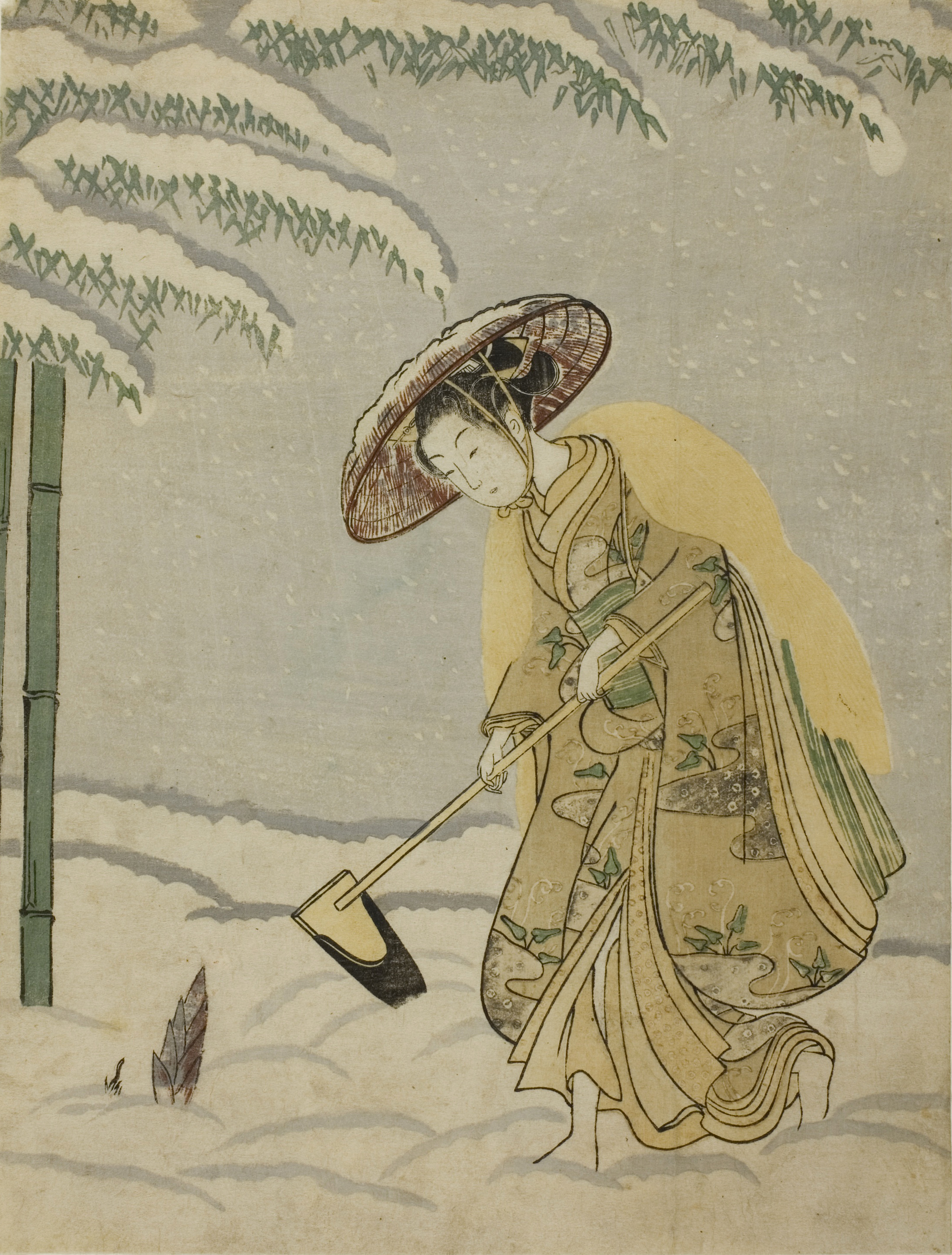
鈴木春信, 1765

春先、地面から芽が出かけているものをタケノコとして食用にし、旬は4 - 5月とされる。一般に食用にするのは地上に稈が出現する前後のものである。タケノコは地上に現れると次第に固くなり、えぐみも強くなるため、穂先が出るか出ないうちに収穫する。ただし、先述のように広義には竹の皮（稈鞘）が稈に付着していて離脱するまでのものはタケノコであり、特にタケが大きく伸びた後でも先端部のみが竹の皮に覆われている場合にはその先端部のみを「穂先タケノコ」と称して食用とする種もある。収穫されたタケノコは、先端、中央部、根元部分でそれぞれ食感に違いがある。
形はずんぐりして穂先が黄色っぽく、外皮はツヤがあり薄茶色のもので、根元の周囲に出た赤紫色の突起が小さめのが良く、この突起が大きくて濃い紫色になっていると食材としては育ちすぎの場合がある。タケノコは掘り上げてからの鮮度落ちが極端に早く、時間が経つとかたくなると同時に灰汁が増えてえぐみが増すため、掘って収穫したその日のうちに調理するか灰汁抜きして下ごしらえするのが理想といわれている。そのため、おいしくタケノコを食べるためには鮮度が重要であり、すぐに食べない場合は生のままではなく、下茹でしてから保存する。下茹では収穫後できるだけ早く茹でて皮を剥いて、さらに10分ほど茹でたら水にとって冷ましておく。茹でたタケノコは容器に水を張って入れておき、毎日水代えして冷蔵保存すれば、5 - 6日ほど日持ちする。茹でたタケノコを皮付きのままラップなどに包んで冷蔵しても、1週間ほど保存できる。
タケノコの加工品としては、水煮の缶詰がある。タケノコの水煮は、春の旬の時期以外でも通年市販されており、南九州で多く出回っている細いタイプはコサンチク（鼓山竹：ホテイチクの別称）、関東などで多く出回っている大きいものはモウソウチク（孟宗竹）などの種類がある。水煮の断面に見られる白い粉状のものは、茹でることによって出てくるチロシンというアミノ酸物質で、取り除かずにそのまま食べられる。

### 種類
タケ類の種類の数は多いが、タケノコとして食用にされるのは数種である。タケ類ではモウソウチク（孟宗竹）、ハチク（淡竹）、マダケ（真竹）、カンチク（寒竹）など、ササ類ではカンザンチク（寒山竹）、ネマガリダケ（根曲がり竹）などである。中でもよく食べられるモウソウチクが最も馴染みがある。ふつうタケノコといえば、モウソウチクのタケノコを指す場合が多い。

#### 温帯性タケ類（単軸型）

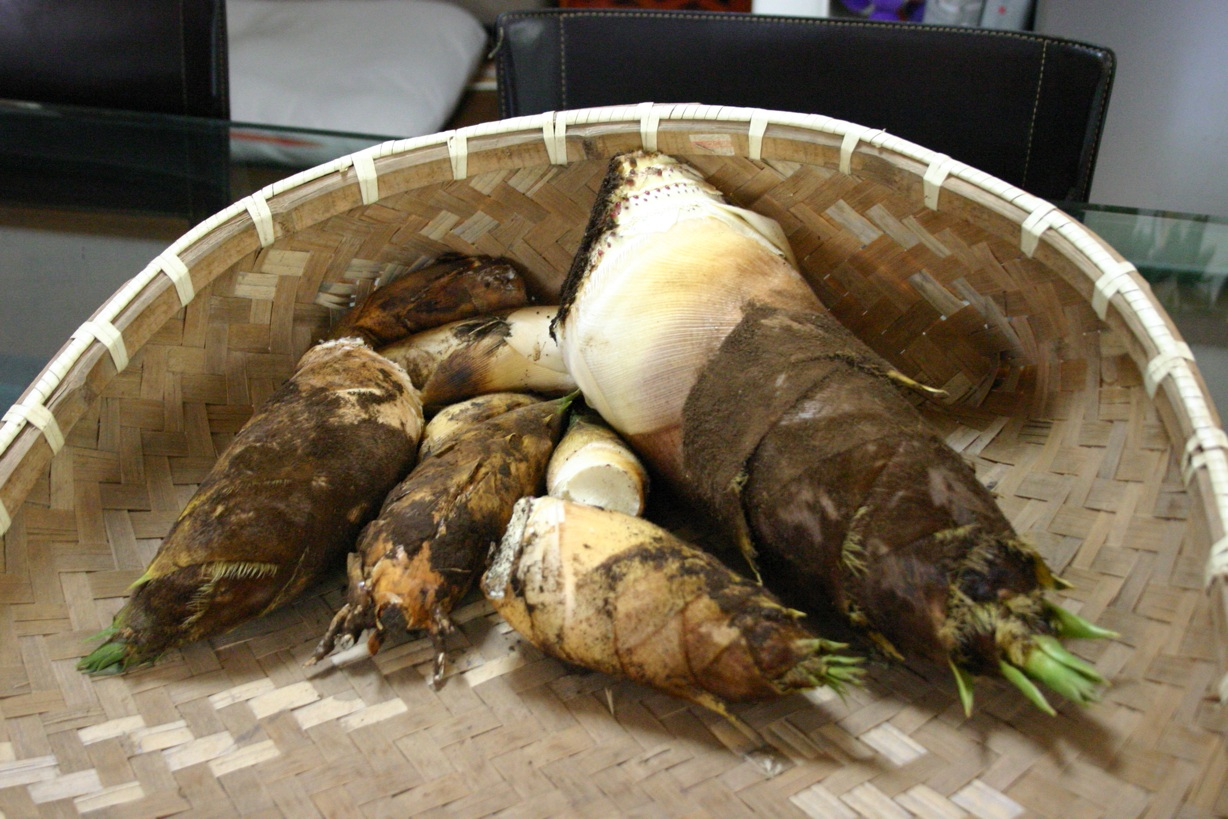
収穫後のタケノコ（孟宗竹）

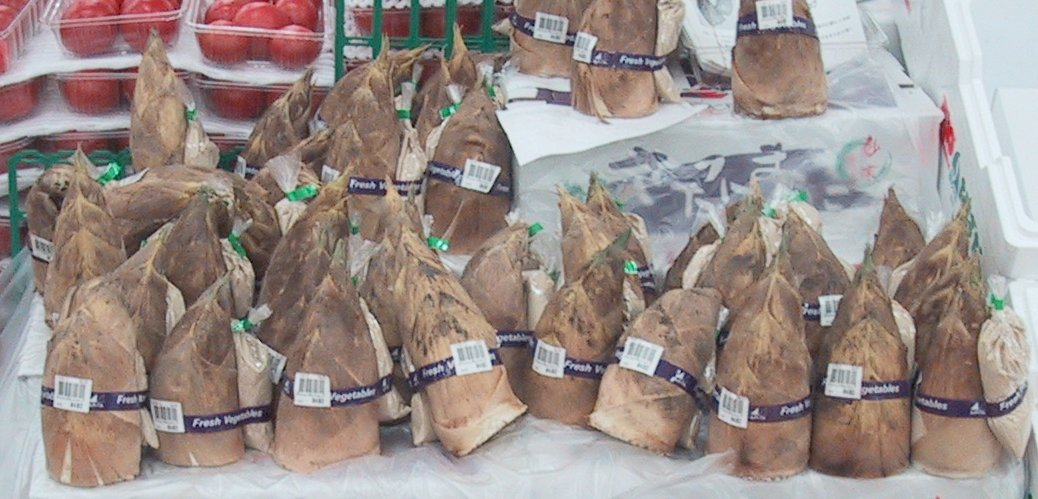
陳列例

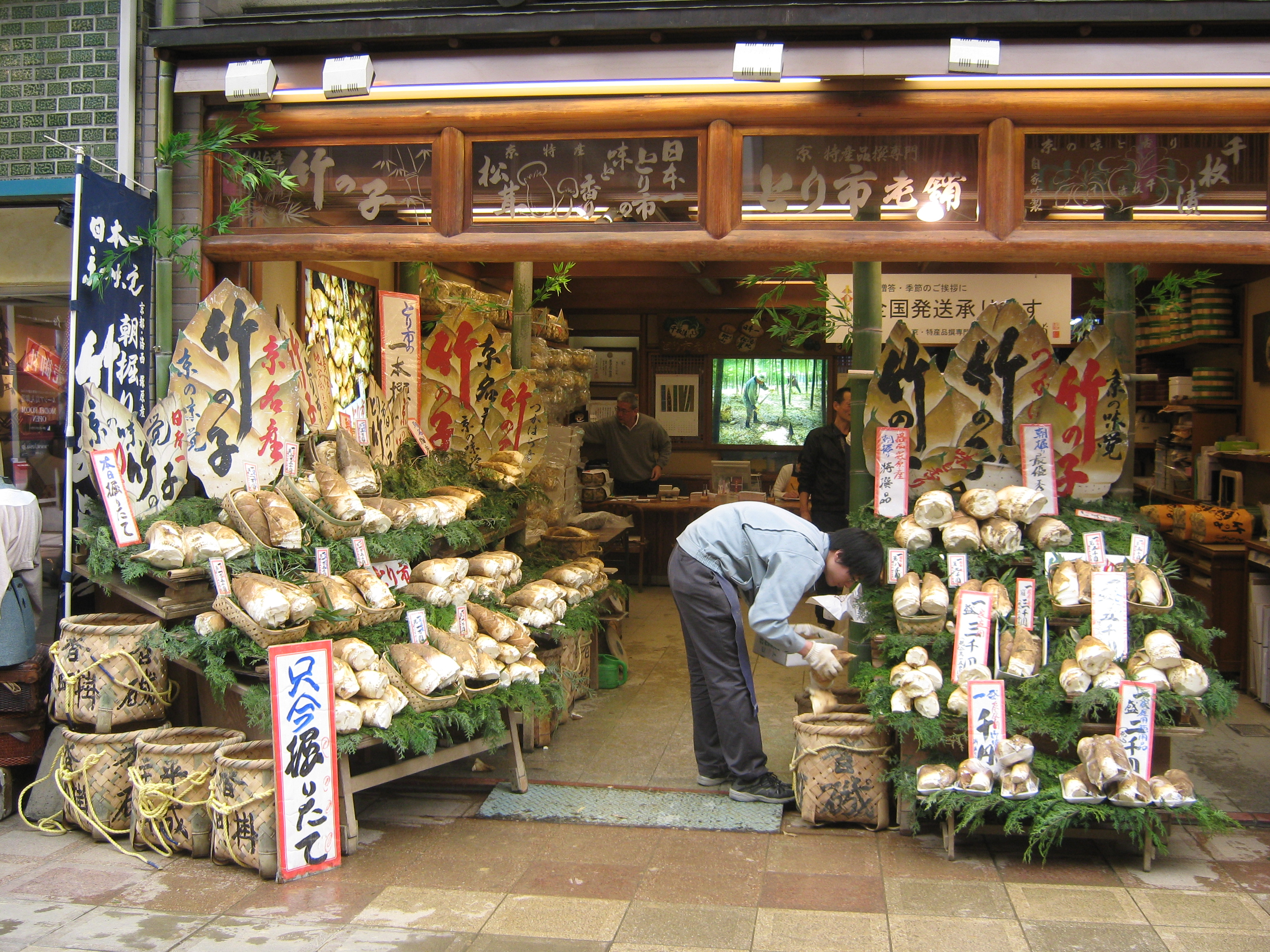
老舗京都特産品店でのたけのこ販売例（京都市中京区）

モウソウチクの場合、土から顔を出す前に掘るのが望ましい（地面が盛り上がっているのを見分けて掘る）とされる。マダケやネマガリタケのように、30センチメートル (cm) 程度に生長した地上部を折り取って収穫できる種類もある。その他の種類を含めた外見や旬は以下のような違いがある。
- モウソウチク（孟宗竹）
日本で最も多く食べられている代表的なタケノコである[15][5][2]。正月用に早どりして出荷される10 cm前後のものは「ちび竹の子」とよばれている[22]。えぐみが少なく、肉厚でやわらかい[19]。
時期は3 - 5月で、タケノコの中では最も早い[22]。日本では九州産から始まり、徳島、京都、静岡、関東地方、福島へと産地が北上して5月ごろまで食べられる[2]。皮は黒斑と紫褐色の粗毛に覆われ、稈の直径が最大20 - 25 cmに達するほどタケ類の中でも最も大形であることが特徴[10][4]。原産は中国江南地方といわれ、日本へは1736年（元文元年）に琉球を経由して薩摩（鹿児島）に渡来し、以後各地に分布したとされる[20][22]。主産地の京都地方では、中国出身の禅宗の僧である隠元が、1654年に宇治の黄檗山に孟宗竹を植えたともいわれている[20]。
- ハチク（淡竹）
やや細身で基部を除いて肉質部は薄く、色は少し黄色みを帯びるが、灰汁が少なく淡泊な味わいで特有の野趣がある[23][18][19]。美味と言われるが出回り量が少ない[24]。
時期は4 - 5月で、出回り時期は孟宗竹よりも遅い[22]。淡竹の子を意味する「ハチコ」とも呼ぶ地域がある。稈の直径が3 - 10 cmになる[23]。皮は淡紅色で薄く、寒さに強く北海道南部でも栽培されている[4][18][22]。原産は中国中部とされており、日本にも野生種があるという説もあるが、その渡来時期は不明である[20]。
- マダケ（真竹、別名ニガタケ：苦竹）
肉質は締まり、灰汁がやや強いが歯ごたえがあって風味は良い[19]。特に発生して間もない段階では別名の通り「苦い」という印象を抱く人もいる[6][24]。ただし、大きく伸びると苦みが少なくなり先端部を収穫して「穂先タケノコ」として食用にする[6]。稈の直径が5 - 15 cmで、皮は薄い黒斑に覆われ、平滑で無毛である[23]。
時期は5 - 6月で、出回り時期が孟宗竹や淡竹よりも遅い[19]。主にタケ材に使われるのが本種であるが、タケ材にならない遅く出てきたタケノコが食用に収穫される[19]。原産は中国の浙江および江蘇南部で、日本への渡来時期は不明であるが17世紀には日本でも広く分布していたとみられている[20]。
- チシマザサ（別名ネマガリタケ：根曲がり竹）
日本原産の細く灰汁が少ない品種で、北海道、本州の日本海沿岸に多く自生し[20][4]、タケノコが美味なことで知られ[19]、長野県から東北地方や北海道などで食用とされる[6][18]。特に津軽地方（青森県）などでよく食される[25]。時期は5 - 6月。山菜として食べられるのは長さ20 cm前後のタケノコで、稈の直径が1 - 2 cm、根元から弓状に曲がって生え、肉が白くて香りが良いのが特徴[23][4][19]。皮を剥いてから切って炒めるか、皮付きで下茹でしてから調理する[18]。穂先を水煮にした加工品もある[19]。山形県の月山に生える根曲がり竹は「月山竹」（がっさんだけ）というブランド筍で、移植されて鶴岡市で栽培も行われており、灰汁抜き不要で、焼きタケノコ、味噌汁、天ぷらなどにして食べられている[18]。
- カンチク（寒竹）
時期は10月で、稈の直径が5 - 15 mmで黄色または黒紫色[23]。日本原産とされており、中部地方以南に多く分布している[20]。
- カンザンチク（寒山竹、別名ダイミョウタケノコ：大名筍）
九州で防風林として植栽され、タケノコとしても食される[19]。鹿児島産の細い高級タケノコは、やわらかく灰汁が少ない。時期は4 - 8月ごろで長期にわたり[23]、生でも食べられる。稈の直径が1.5 - 4 cmで緑色[23]。上三島産の「大名たけのこ」の名は、薩摩の国の殿様が好んだというとことから命名された[18]。原産地は中国南部で、日本では関東地方以南に分布する[20]。

#### 亜熱帯性タケ類（準連軸型）
- マチク（麻竹）
中国南部や台湾など亜熱帯性地方に産するタケ類である[26]。代表的な加工品としてメンマがある[27]。

### 日本の生産地

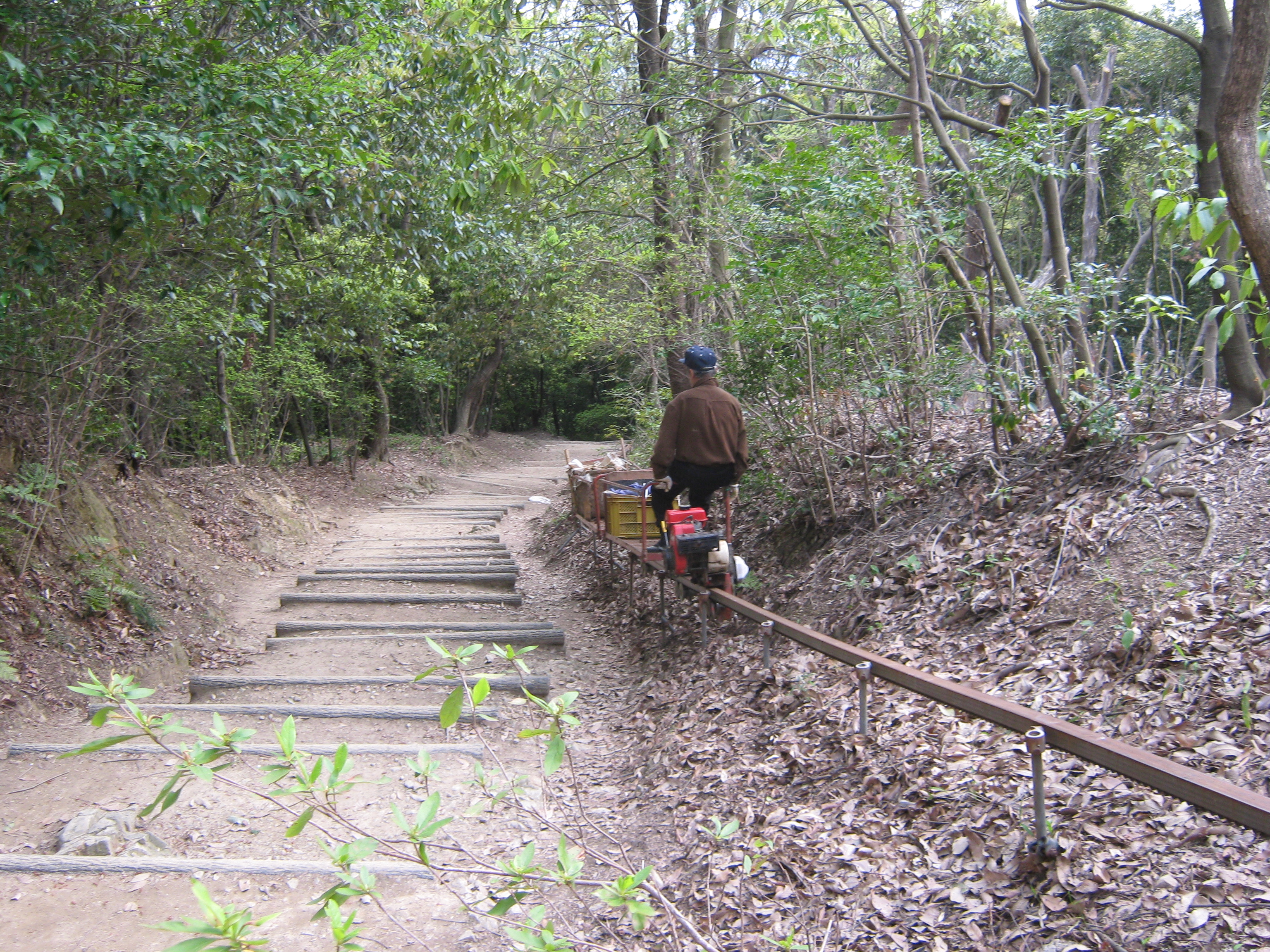
京都府大山崎町天王山におけるタケノコ収穫作業。登山道に沿ったモノレールを用いた運び出し

日本では古来、竹林がある各地域で食用とされてきた。現代の日本では、収穫作業が「竹の子掘り」として、季節の観光行事としても親しまれている。日本の竹林面積20万ヘクタール (ha) のうち、約7割がマダケ林、約2割がモウソウチク林、残り約1割がその他の竹種となっている。モウソウチクのタケノコ産地で知られる京都地方では、寛政年間（1789 - 1801年）に盛んに増殖され、明治時代に入ってからも販路の拡張によって栽培の有用性が認められ、京都盆地の西部から北部の丘陵地帯にさらに増殖された。 
高級品の産地としては、乙訓（現在の京都府向日市・長岡京市・大山崎町・京都市南西部の一部）が有名で、約500 haある畑地のうち約5割がタケノコ畑となっている。乙訓産は竹林をふかふかの土壌に改善して、日当たりも調整するなどのタケノコ栽培技術で、柔らかくえぐみを抑えて、香りが良くなるようタケノコを育てている。大阪市の高級料亭では、大阪府貝塚市木積（こつみ）地区産も珍重されている。 高級品としては、合馬たけのこ（福岡県北九州市）も有名である。また石川県金沢市産たけのこは、加賀野菜の一つに選定されている。
いずれも生鮮野菜であるタケノコの栽培技術は都市近郊で発達し、都市部から離れた地域では物流手段の未発達もあり、竹林利用は竹材が優先されてタケノコとしての利用は従となっていたところも多い。第二次世界大戦後は、食生活の変化により缶詰としての需要が盛んになる一方で、交通網の整備もあってタケノコを青果として出荷する努力もされて、栽培技術も集約化されてきている。
日本で水煮として缶詰やレトルトパックで流通しているタケノコは、その多くが中華人民共和国からの輸入品となっており、早春から日本産と市場を競合している。中国では秋にも出荷される。冬を控えて行われる竹園の整備で伐採された地下茎から、タケノコが収穫されている。小さく堅いことから、加工食品用にされる。

### 栽培
栽培の適地は、タケノコは過湿に非常に弱いため緩傾斜地で水はけが良いところが有利で、土壌面は礫質が少ない粘質土で乾燥しすぎず腐植の少ない土壌が適している。通常は、当年生の若い竹を母竹として移植する無性的な繁殖が行われており、種子繁殖は行われていない。新規開園する場合には、10アール (a) あたり30 - 50株の母竹を、長さ40 - 60 cmの地下茎をつけて植えられている。植栽適期は10月ごろで、その地方の初霜のころまでに植え付けるのがよいとされる。順調にいけば翌年春からタケノコが出現し、6月以降から芽子が伸長し始め、地下茎として機能するようになる。出盛り期（4月下旬ごろ）までに母竹として残しておくタケノコを決めておくことが大切で、タケノコを生む地下茎は3 - 5年生であるため、母竹も若い地下茎から出たものを残す必要がある。
タケノコの収量と品質を左右する要因は、充実した太い地下茎をよく伸長させ、芽子の多くがタケノコに伸長肥大するように肥料管理に努めることにある。施肥時期は、夏肥（7 - 8月）・礼肥（5月下旬 - 6月上旬）・冬肥（晩秋 - 初冬）の3つがそれぞれ大切で、京都地方でもこの3つの時期に施肥が行われている事例が多く、特に夏肥に重点を置いて施肥が行われているところが多い。芽子が伸長肥大し始める夏に肥料が不足すると、翌春に出るタケノコの本数が少なくなり、1本あたりの重さも少なく肥大不充分で品質的に劣るものが多くなる。礼肥は、タケノコを掘り採ったあとに行うもので、タケノコを産出し消耗した母竹の栄養を回復させて新葉の光合成活動を促す時期であり、年間施肥量の50%程度を施している事例も多い。冬肥は、早春の地温上昇に伴ってタケノコが伸長肥大する時期に備えて行うもので、京都地方では11月から1月にかけて行われる敷きわら、客土作業の前に冬肥を施して、タケノコが出る早春の肥料必要期に備えている。
タケノコと降雨との密接な関係は古くから知られており、京都府農業試験場の調査によれば、夏期と12月の降雨量が少ないと翌年春のタケノコの発生が非常に悪くなり、雨量のわずかな差も収量に影響を及ぼすことがわかっている。徳島県農業試験場による調査では、春先（2 - 4月）の土壌水分量の多少がタケノコの発生時期、品質に大きな影響を与えることから、この時期に灌水をすることでタケノコの早出しが可能になることを明らかにしている。

### 料理
掘りたての鮮度が良いものは灰汁が少なく、皮付きのまま焼きタケノコにしておいしく食べられる。通常は茹でてから食べられる。部位によって繊維の状態が異なるので料理によって使い分けられ、先端のやわらかい姫皮部分は和え物・椀種・酢の物に、穂先は竹の子ご飯や椀種・煮物・和え物に、中心部分は煮物・焼き物に、根元の歯ごたえがある部分は竹の子ご飯・煮物・炒め物・揚げ物に向いている。

#### 日本料理

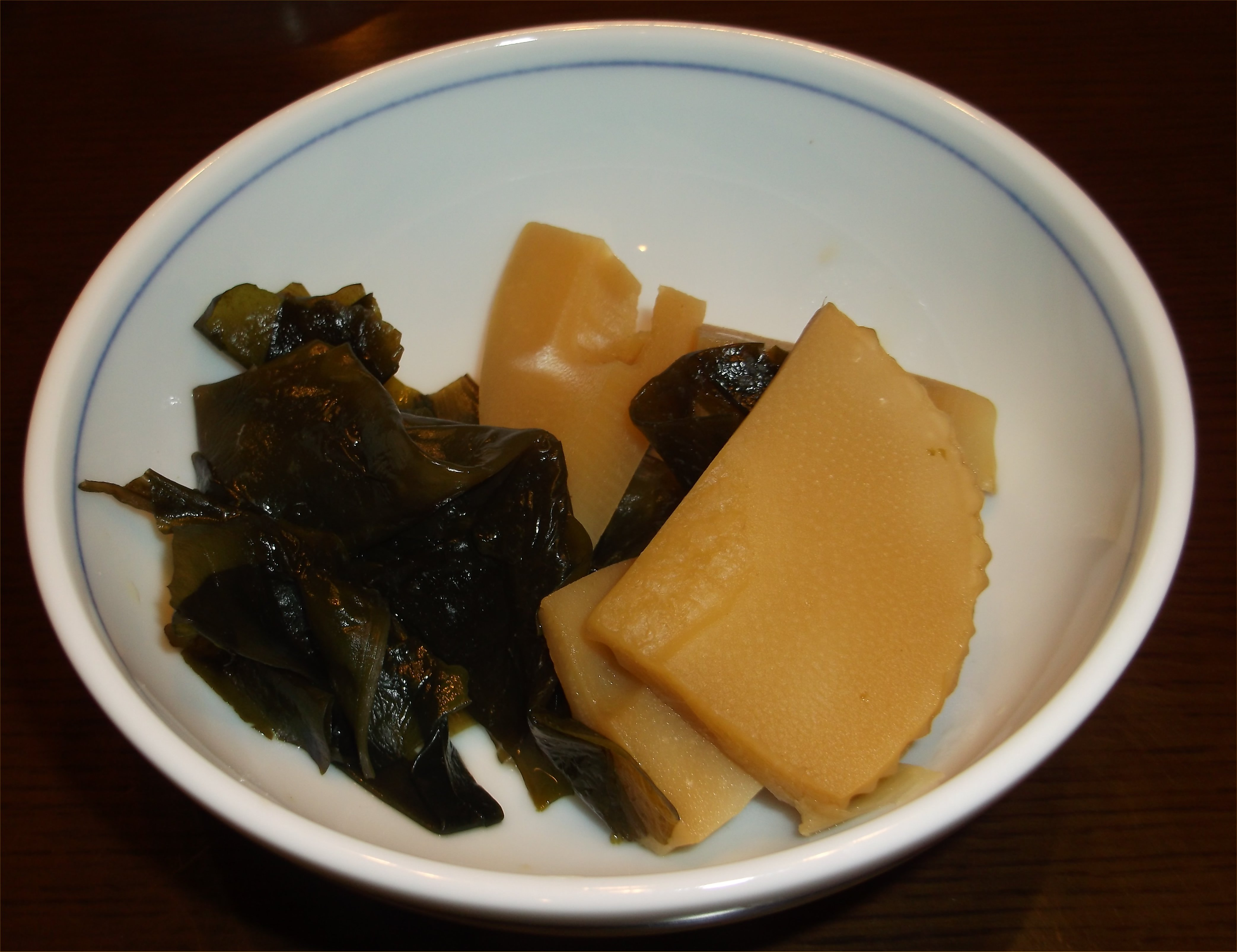
若竹煮

生食、焼き物
旬になると、掘ったその日のうちに調理または販売・出荷されるタケノコが直売所や食料品・飲食店などに出回り、「朝堀筍」と称されることも多い。掘りたてを皮付きのまま炭火焼きにした焼き物のほか、特に新鮮なものであれば生や、軽く湯がいた刺身として味わえる。これを目当てに、タケノコ掘りに出かける人も多い。
煮物
鰹節で出汁を煮含めるものが多い。そのまま煮詰める土佐煮や、ワカメと合わせた若竹煮が代表的な調理法で、中程より上の柔らかい部分が適する。
汁物
北信地域と新潟県上越地域での調理法で、チシマザサのタケノコをサバの水煮の缶詰と一緒に味噌汁とする。
揚げ物
アク抜きしたものは水分が多く、おいしく天ぷらにするには技術が要る。
その他具材
タケノコご飯、吸い物、八宝菜などの炒め物、カレーの具にも使われる。宮崎県北方町の郷土料理に、乾燥品をもどして煮たタケノコに酢飯を詰めた「竹の子ずし」があり、歯ごたえや風味がシナチクに似て、いりこやシイタケの出汁を含んで甘い。
皮
柔らかい皮（甘皮）は、本体と同じく食用にされる。固い皮はおむすびを包むなど食器・包装材代わりに利用されるほか、梅干しを包んで子供のおやつにする。

#### 中国料理
玉蘭片（ユィランピエン）
江南地方の加工品で、冬堀したタケノコを塩漬けしたもの。スープや旨煮に用いる。

#### 台湾料理

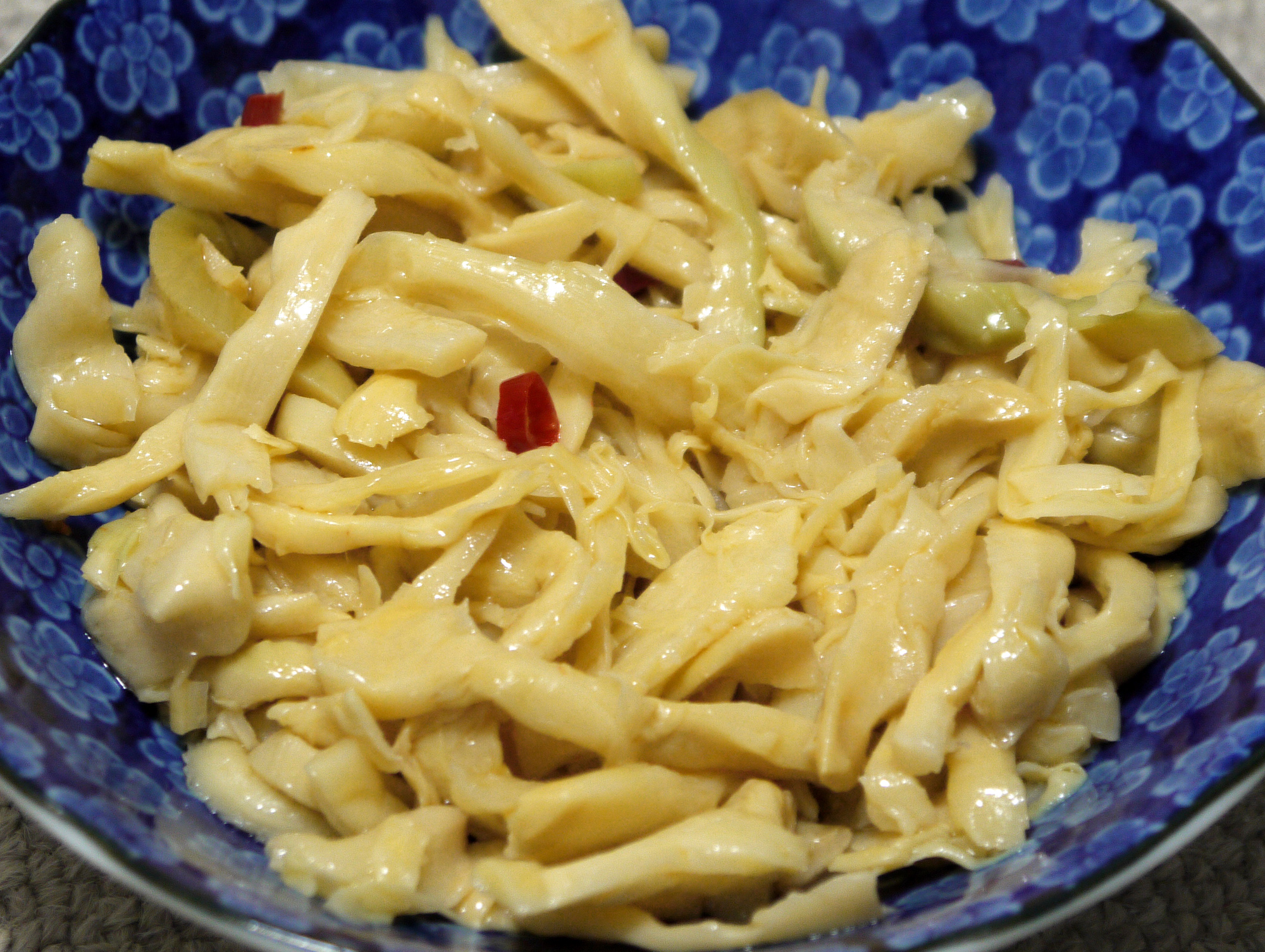
穂先メンマ

乾筍（メンマ）
タケノコを乳酸発酵させた漬物。元は台湾の嘉義県における伝統食材で、日本でもラーメンの具や酒のつまみとして人気のある食材。

### アク抜き
タケノコのアクは、シュウ酸やホモゲンチジン酸とその配糖体などが主成分とされ、コメのとぎ汁や重曹などのアルカリ性の水で除くことができる。ただし、タケノコはアミノ酸の一種チロシンを非常に多く含み（100g中690mg：日本食品成分表）、これが酵素によって次第に変化しホモゲンチジン酸になるため、加熱して酵素を失活させるアク止めが必要となる。青酸配糖体も含まれているが、薄く切った場合で8 - 10分以上煮込むと安全になる。
日本料理の煮物として調理する際には、米糠と、輪切り唐辛子などと一緒に茹でると効果的にアク抜きできるが、米糠がないときは米のとぎ汁が使われる。タケノコは皮付きのまま穂先を斜めに切り落として、さらに皮の部分に縦に切れ目を入れておき、深鍋に米糠などを一緒に被るほどの水に入れて、吹きこぼれないように水を足して様子を見ながら弱火で40分から1時間ほどかけてゆっくりと茹でる。タケノコに串が通るほどやわらかくなったら火を止めて、湯に浸けたまま完全に冷ましたあと、米糠を洗い流して皮を剥いてから料理に使われる。
また、料理人の野崎洋光が考案した方法として、皮ごとおろした大根と同量の水に1％の塩を加え、皮を剥いたタケノコをひたひたに漬かるぐらいにして1時間ほど浸すやり方があり、大学での検証の結果、大根おろしにはタケノコのえぐみ成分であるホモゲンチジン酸を減少させることがわかった。 
中華料理では、湯でアク抜きする代わりに、高温の油で揚げて処理することも行われる。

### 栄養価
栄養成分は、ビタミン類が少なく、タンパク質に富む。カリウムと食物繊維の含有量は多いのが特徴で、ビタミンB1、ビタミンB2、ビタミンC、ビタミンEなどを含む。タケノコに含まれる食物繊維は水に溶けない不溶性食物繊維・セルロースで、コマツナやキャベツと同じ程度であるとされる。タケノコの豊富な食物繊維は、腸内の老廃物や有害物質を排出したり、同時にコレステロールの吸収を阻害する健康に役立つ効果が期待されている。タケノコに含まれるカリウムは、高血圧の原因となるナトリウムを体外に排出して血圧を下げる働きがあるといわれる成分で、タケノコを茹でても量はあまり減少しないのが特徴である。亜鉛、銅などのミネラル分も比較的多く含んでいる。

## ことわざ・比喩表現
雨後のタケノコ
雨が降った後はタケノコが生えやすいことから、何かをきっかけとしてある物事が続々と発生すること。（｢成長が早い｣の意で使うのは誤用）
タケノコ生活
たけのこの皮を1枚ずつはぐように、身の回りの衣類・家財などを少しずつ売る、または食料と交換して食いつないでいく生活。
タケノコ剥ぎ
性風俗店で用いられる用語で、ボッタクリ商法のひとつ。タケノコの皮をはがす行為に由来し、初期料金を安く見せかけ、女の子の脱衣や接触行為などのオプション料金を積み上げていった結果、法外な高額の料金になってしまうこと。
タケノコ医者（筍医者）
（筍がやがて竹になり藪になることから） 技術が下手で未熟な藪医者にも至らぬ医者のこと。
竹の子の親まさり
親よりも子が優れているたとえ